# 浙江之战
浙江之战1862年起，浙江巡撫左宗棠、布政使蔣益澧、法軍常捷軍，與以金華為據點的30餘萬太平軍侍王李世賢、寧波黃文英長達兩年半以上的全省征戰；直到天京已經陷落，浙江戰事仍頑疲持續，至8月李侍賢率領太平軍剩兵仍20餘萬，洶湧逃亡福建海線，出乎佈防內陸清軍意料之外。
林文察为台灣霧峰人，未滿三十即升任總兵，於浙江之战為清國屢立戰功，頗受左氏仰仗。

## 倍感吃力之消耗戰
即便左宗棠於清軍有小諸葛亮多謀讚譽，蔣益澧也是勦匪著稱，但是面對太平軍著名統帥李世賢調度指揮，左頂多也只能阻止李世賢出不了浙江，卻無法予以挫敗太平軍。

## 参看
- 太平天国